# 黑喉红臀鹎

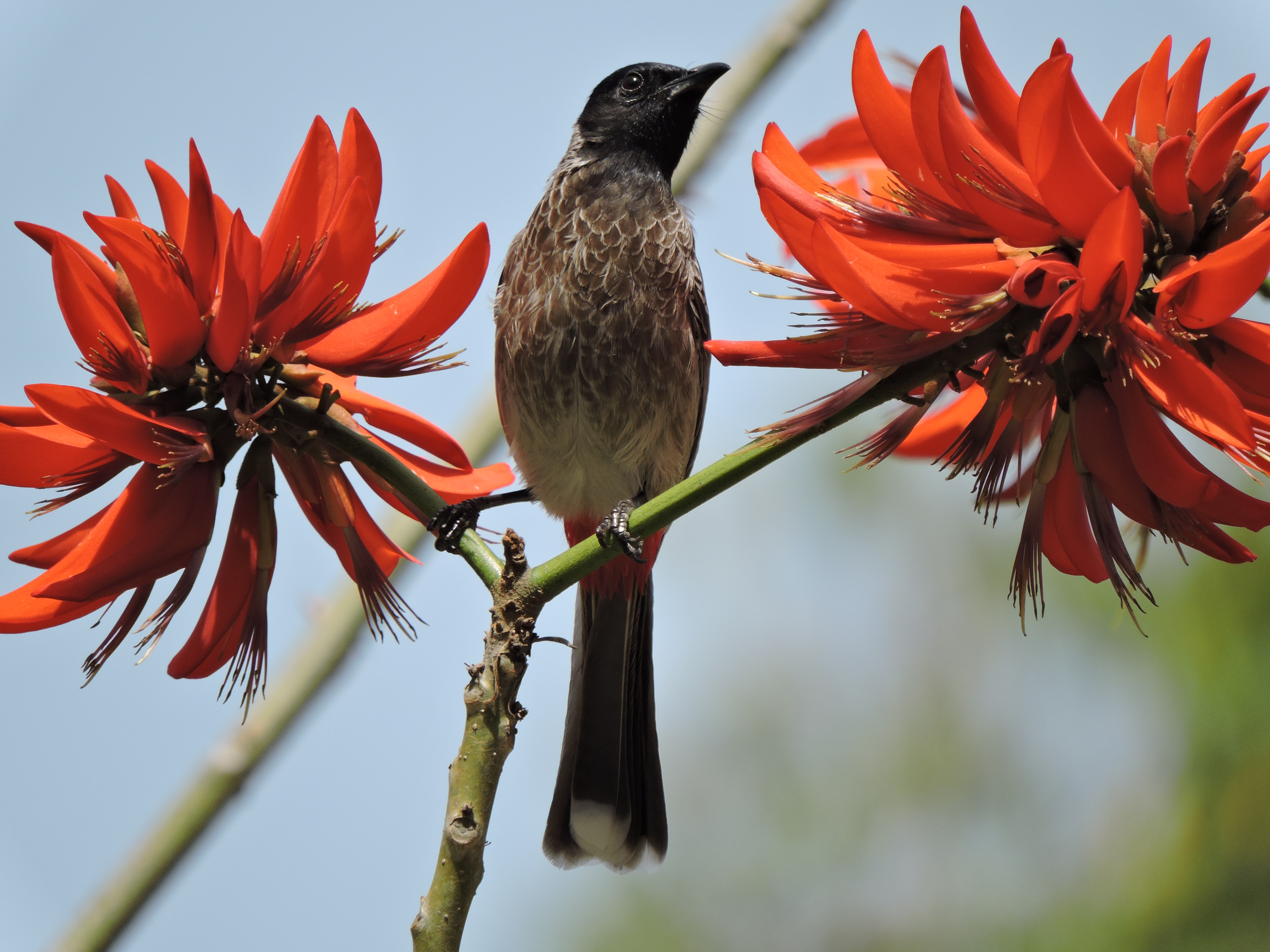
Red-vented bulbul, near Sukhna Lake ,Chandigarh, India

黑喉红臀鹎（学名：Pycnonotus cafer）为鹎科鹎属的鸟类，俗名黑头公、红臀鹎。分布于巴基斯坦、印度、斯里兰卡、尼泊尔、锡金、不丹、孟加拉、中南半岛、爪哇以及中国大陆的四川、云南、贵州、广西、湖南、江西、福建、广东等地，多栖息于海拔约1900米以下开阔的山坡或平坝的次生阔叶林、灌木草丛、村寨庭园或村落附近的杂木林缘以及也见于季雨林、雨林或沟谷林缘。该物种的模式产地在斯里兰卡,至Baker时代。
國際自然保護聯盟物種存續委員會的入侵物種專家小組（ISSG）列為世界百大外來入侵種。

## 亚种
- 黑喉红臀鹎滇西亚种（学名：Pycnonotus cafer stanfordi）。分布于缅甸以及中国大陆的云南等地。该物种的模式产地在缅甸。[3]